# عبدالله احمر (سوریه)
عبدالله احمر (به عربی: عبدالله الأحمر) (۱۹۳۶ م، التل ریف دمشق سوریه) سیاستمدار سوریه‌ای و معاون دبیر کل حزب بعث سوریه است.
وی از مهمترین حامیان بشار اسد رئیس‌جمهور سوریه است. احمر از دههٔ پنجاه میلادی به حزب بعث پیوست. در سال‌های ۱۹۶۷–۱۹۶۹ م. استاندار حماه بود و در سپتامبر ۱۹۷۱ م. معاون دبیرکل حزب بعث سوریه شد.

## پی‌نوشت و منبع
- مشارکت‌کنندگان ویکی‌پدیا. «عبدالله الأحمر (سوریا)». در دانشنامهٔ ویکی‌پدیای انگلیسی، بازبینی‌شده در ۲۹ شهریور ۱۳۹۵.
- مشارکت‌کنندگان ویکی‌پدیا. «Abdullah al-Ahmar». در دانشنامهٔ ویکی‌پدیای انگلیسی، بازبینی‌شده در ۲۹ شهریور ۱۳۹۵.